# مونتاری پارک (نیومکزیکو)
مونتاری پارک (به انگلیسی: Monterey Park) یک منطقهٔ مسکونی در ایالات متحده آمریکا است که در شهرستان ولنسیا، نیومکزیکو واقع شده‌است. مونتاری پارک ۱٬۵۶۷ نفر جمعیت دارد و ۱٬۵۳۱٫۰۳ متر بالاتر از سطح دریا واقع شده‌است.